# 小行星14361
小行星14361（14361 Boscovich）是一颗绕太阳运转的小行星，为主小行星带小行星。该小行星于1988年2月17日发现。

## 轨道参数
小行星14361的轨道半长轴为2.5810096 UA，离心率为0.098。